# NGC 2301
NGC 2301 (również OCL 540) – gromada otwarta znajdująca się w gwiazdozbiorze Jednorożca. Odkrył ją William Herschel 27 grudnia 1786 roku. Jest położona w odległości ok. 2,8 tys. lat świetlnych od Słońca.